# Кувешдија (Арад)
Кувешдија (рум. Cuveșdia) насеље је у Румунији у округу Арад у општини Шиштаровац. Oпштина се налази на надморској висини од 165 m.

## Прошлост
Аустријски царски ревизор Ерлер је у свом извештају из 1774. године констатовао да у том месту које припада Барачком округу, Липовског дистрикта живе измешано Срби и Власи.
Приликом пописа православног клира 1797. године у месту "Кувежда" је било неколико свештеника. Пароси, поп Петар Гавриловић (рукоп. 1773), поп Живан Поповић (1782) и ђакон Мојсеј Аврамовић су се служили српским и румунским језиком. Само је други ђакон Василије Поповић (1796) знао искључиво румунски језик.

## Становништво
Према подацима из 2002. године у насељу је живело 57 становника, од којих су сви румунске националности.